# Fedor von Bock
Pour les articles homonymes, voir Bock (homonymie).
Fedor von Bock est un Generalfeldmarschall allemand de la Seconde Guerre mondiale, né le 3 décembre 1880 à Küstrin et mort le 4 mai 1945 à Oldenbourg en Holstein.

## Biographie
Fedor von Bock est le fils du major général prussien Moritz von Bock (de) et de son épouse Olga, née von Falkenhayn (de) (1851-1919). Sa mère est une sœur du général Erich von Falkenhayn.
Après avoir été scolarisé à Wiesbaden et Charlottenbourg, il étudie à l'école des cadets à Potsdam, puis rejoint l'école principale prussienne des cadets à Groß-Lichterfelde. Le 15 mars 1898, il s'engage dans l'armée prussienne en tant qu'aspirant dans le 5e régiment à pied de la Garde (de) à Spandau.

### Première Guerre mondiale
Bock se forge son expérience pendant la Première Guerre mondiale, ayant obtenu comme Rommel la plus haute décoration militaire allemande de cette guerre, la médaille « Pour le Mérite ».

### Entre-deux-guerres
Bock déteste le nazisme mais il soutient les visées militaires de Hitler.
En 1938, il commande les troupes qui occupent l'Autriche.

### Seconde Guerre mondiale

#### Campagne de Pologne
Bock commande le groupe d'armées Nord durant la campagne de Pologne, en septembre 1939.
L'avancée rapide des unités motorisées laisse de nombreuses unités polonaises à l'arrière, situation qui crée une forte préoccupation de l'état-major à propos des francs-tireurs. Bock déclare à ce sujet le 10 septembre 1939 :

« si l'on tire d'une maison à l'arrière du front la maison sera incendiée. [...] si l'on tire d'un village à l'arrière du front sans savoir l'origine du tir, tout le village sera incendié s'il n'est pas indispensable au logement des troupes »

Comme il s'offusque des exactions commises par les SS ou les milices d'autodéfense, le 17 novembre 1939, il écrit à Albert Forster, gauleiter et gouverneur de Dantzig-Prusse occidentale, pour exprimer son opposition aux exécutions arbitraires de prêtres polonais, aux fermetures d'églises et aux expropriations et expulsions de Polonais.

#### Campagne de France
En 1940, pendant la campagne de France, Bock est à la tête du groupe d'armées B. Le 14 juin 1940, il organise la parade des troupes allemandes au départ de l'Arc de Triomphe de Paris. Pour la qualité de son commandement, avec onze de ses collègues généraux, il est promu Generalfeldmarschall le 19 juillet 1940 lors d’une cérémonie solennelle à Berlin présidée par Hitler.

#### Campagne de Russie
Le 13 mai 1941, une ordonnance est décrétée concernant l'exercice de la justice militaire sur le futur front de l'Est. Tous les délits contre des civils ennemis sont retirés jusqu'à nouvel ordre de la compétence des tribunaux militaires et des cours martiales. Comme cette ordonnance donne à tout soldat allemand le droit de tirer de face ou de dos sur tout Soviétique qu'il considérerait comme franc-tireur, Bock fait savoir à Brauchitsch qu'il considère cette ordonnance insupportable et incompatible avec la discipline et lui demande de restaurer les tribunaux militaires pour les crimes commis contre les civils soviétiques. Mais Brauchitsch joint un ordre additionnel, qui insiste davantage sur l'importance de la discipline de la troupe, ce qui lève les objections de Bock.
En juin 1941, Bock est nommé commandant en chef du groupe d'armées Centre pour l'opération Barbarossa, l'invasion de l’Union soviétique. En novembre de la même année, il parvient à atteindre une zone située à une trentaine de kilomètres de Moscou. Souffrant d'ulcère à l'estomac, il part en congé maladie mais il revient rapidement — en janvier 1942 — pour succéder à Reichenau mort accidentellement, comme commandant en chef du groupe d'armées Sud ; avec ce groupe d’armées, il inflige une sévère défaite aux forces de Timochenko. En juillet 1942, il est en désaccord avec Hitler sur les plans concernant les opérations du Caucase ; Hitler révoque Bock, le place dans la Führerreserve et ne le sollicite plus ensuite, au cours des près de trois années allant jusqu'à la fin du conflit.
Son neveu, le général (Generalmajor) Henning von Tresckow, sera une des figures de la résistance allemande au nazisme.

#### Mort
Quelques jours avant la fin de la guerre, le 4 mai 1945, Bock souhaite rejoindre le gouvernement de Flensbourg, installé par Dönitz depuis deux jours près de la frontière avec le Danemark, afin de lui proposer ses services. Mais Bock est tué en route, lors d'une attaque de sa voiture par un avion britannique. Il est ainsi le seul Generalfeldmarschall tué par le feu ennemi pendant le conflit.

## Promotions de sa carrière militaire
- Leutnant - 15 mars 1898
- Oberleutnant - 10 septembre 1908
- Hauptmann - 22 mars 1912
- Major - 30 décembre 1916
- Oberstleutnant - 18 décembre 1920
- Oberst - 1er mai 1925
- Generalmajor - 1er février 1929
- Generalleutnant - 1er février 1931
- General der Infanterie - 1er mars 1935
- Generaloberst - 15 mars 1938
- Generalfeldmarschall - 19 juillet 1940

## Récompenses et décorations
Décorations nationales
- Croix de chevalier de l'ordre de Hohenzollern - 3e classe
- Croix de chevalier de l'ordre de la couronne (prussienne) - 4e classe
- Croix de chevalier de l'ordre Pour le Mérite
- Croix de chevalier de la croix de fer
- Croix d'honneur
- Croix du mérite militaire (Mecklenburg-Schwerin)
- Médaille de l'Anschluss
- Croix de chevalier de la croix des cités hanséatiques'
- Croix de chevalier de l'ordre du lion de Zaeringen - 3e classe

Décorations étrangères
- Croix de chevalier de l'ordre de Michel le Brave (Roumanie) - 1re classe
- Croix de chevalier de l'ordre de la Couronne de fer - 3e classe
- Croix du Mérite militaire (Autriche) - 3e classe
- Ordre national du Mérite militaire (Bulgarie)
- Croix de la Couronne (Yougoslavie)- 1re classe
- Grande croix de la Couronne (Italie)